# Liste der Monuments historiques in La Celle-sur-Morin
Die Liste der Monuments historiques in La Celle-sur-Morin führt die Monuments historiques in der französischen Gemeinde La Celle-sur-Morin auf.

## Liste der Objekte
| Bezeichnung                                    | Beschreibung | Standort                                                                   | Kennzeichnung | Schutzstatus | Datum | Bild |
| ---------------------------------------------- | --- | -------------------------------------------------------------------------- | ------------- | ------------ | ----- | ---- |
| Reliquienbüste                                 | Reliquienbüste aus dem im Jahr 1872 abgerissenen Priorat von La Celle, vermutet wird eine Darstellung von Saint Blandin. Die Büste wurde aus Holz gefertigt und bemalt. Entstehungszeit im 19. Jahrhundert. | Im Kirchenschiff an der Westmauer der Kirche St-Sulpice (Lage)             | PM77004627    | Inscrit      | 1987  |      |
| Reliquiar des heiligen Fiacrius                | Holz, bemalt, 19. Jahrhundert | In der Kirche St-Sulpice (Lage)                                            | PM77004626    | Inscrit      | 1987  |      |
| Gemälde, Heiliger Sulpice und Heiliger Blasius | Ölgemälde aus dem 19. Jahrhundert mit einer Darstellung des heiligen Blasius, der zwei brennende Kerzen in seinen Händen hält, die in Form eines Kreuzes angeordnet sind. Er heilt einen kranken Mann, der von einer im Hals feststeckenden Fischgräte geplagt wurde. Daneben ist der heilige Sulpice als Bischof von Bourges dargestellt. | An der Südwand des südlichen Seitenschiffs in der Kirche St-Sulpice (Lage) | PM77004625    | Inscrit      | 1987  |      |
| Skulptur Madonna mit Kind                      | Skulptur, aus Stein gefertigt und bemalt, aus dem 15. Jahrhundert. | In der Kirche St-Sulpice (Lage)                                            | PM77000219    | Classé       | 1908  |      |
| Skulptur eines heiligen Bischofs               | Holzskulptur eines Bischofs, in ein Messgewand gekleidet. Gefertigt im 16. Jahrhundert. | An der Südwand des südlichen Seitenschiffs in der Kirche St-Sulpice (Lage) | PM77004538    | Inscrit      | 1986  |      |
| Skulptur eines heiligen Bischofs               | Holzskulptur eines Bischofs mit Resten einer Bemalung aus dem 16. Jahrhundert. | An der Südwand des südlichen Seitenschiffs in der Kirche St-Sulpice (Lage) | PM77004537    | Inscrit      | 1986  |      |